# Àngel Fatjó i Bartra

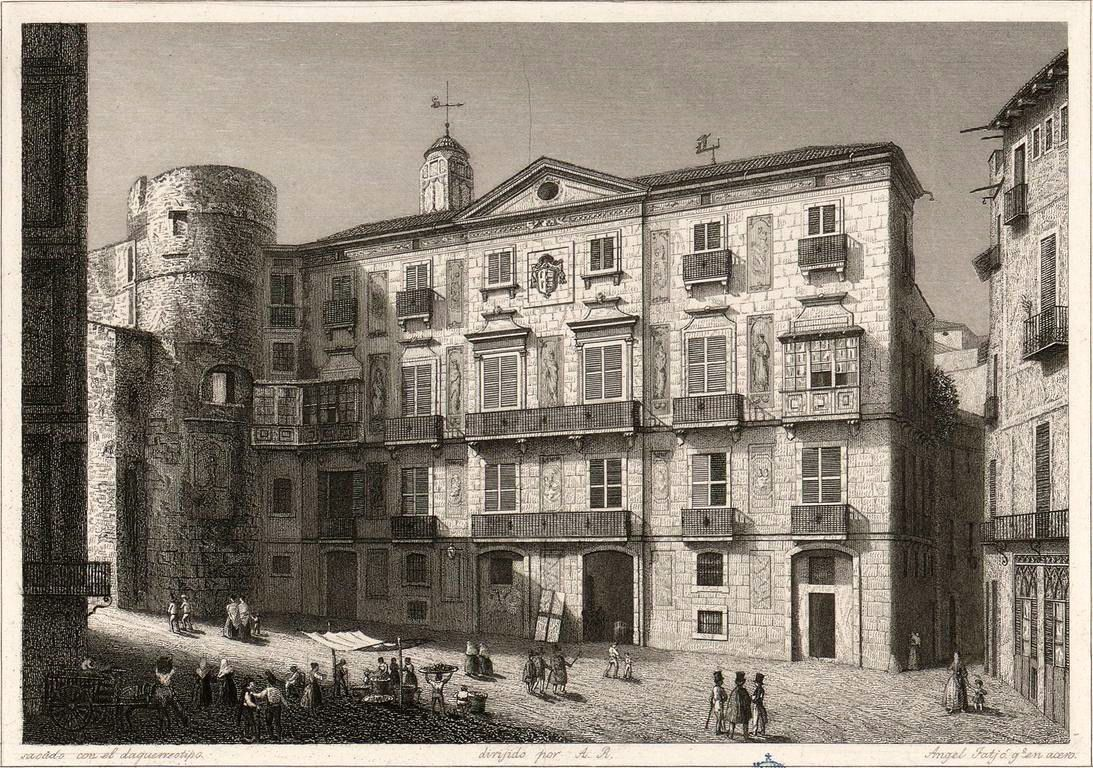
Gravat que representa el Palau del bisbe de Barcelona, fet per Àngel Fatjó el 1854

Àngel Fatjó i Bartra (Reus, 28 de gener de 1817 - Barcelona, 15 de novembre de 1889) fou un gravador català representant del romanticisme i membre de la Reial Acadèmia de Ciències i Arts de Barcelona.

## Biografia
Fou fill de Pau Fatjó i de Dolors Bartra. Es va formar a l'Escola de la Llotja, on va guanyar un concurs d'art el 1838 i un altre el 1845. El 1852 va esdevenir professor de dibuix de la mateixa escola, i el 1869 professor de gravat
Va realitzar exposicions a Madrid i Barcelona, on va rebre diversos premis. Va il·lustrar el llibre La Barcelona antigua y moderna, d'Avel·lí Pi i Arimon, entre altres llibres, com una edició del Quixot de Tomas Gorchs de 1857.
A l'Arxiu Històric de la ciutat de Barcelona es conserva un gravat seu amb un plànol geomètric de les muralles de Barcelona. Un germà seu, Pere Fatjó, va ser pedagog i mestre a les escoles públiques de Barcelona.